# Jos Peltzer (voetballer, 1992)
Jos Peltzer (Tiel, 8 april 1992) is een voormalig Nederlands profvoetballer die als aanvaller speelde.

## Carrière
Peltzer maakte zijn debuut voor RKC Waalwijk in de thuiswedstrijd tegen Roda JC Kerkrade (1-2). Hij viel in de 86e minuut in voor Kenny Van Hoevelen. Na de degradatie in 2014 ging hij naar De Treffers in de Zondag Topklasse, om vervolgens een seizoen later terug te keren bij RKC. In het seizoen 2016/17 ging hij voor SV TEC spelen in de tweede divisie. Vanaf januari 2017 speelde hij op huurbasis voor SC Woezik uit Wijchen. Bij die club bleef hij vervolgens. In 2018 ging hij naar OSS '20. Hij stopte in 2023.
Hij is de zoon van oud-voetballer Jos Peltzer.

## Cluboverzicht
| Seizoen         | Club            | Competitie      | Wedstr. | Goals |
| --------------- | --------------- | --------------- | ------- | ----- |
| 2013/14         | RKC Waalwijk    | Eredivisie      | 12      | 0     |
| 2015/16         | RKC Waalwijk    | Jupiler League  | 10      | 1     |
| Carrière totaal | Carrière totaal | Carrière totaal | 22      | 1     |